# Wilhelm Fuchs
Wilhelm Fuchs (ur. 1 września 1898 w Mannheim, zm. 24 stycznia 1947 w Belgradzie) – SS-Oberführer, zbrodniarz hitlerowski, Wyższy Dowódca SS i Policji w rejonie "Mitte", dowódca Einsatzgruppe A i Einsatzgruppe "Serbien".

## Życiorys
Od 1932 członek NSDAP, następnie SS. W okupowanej Polsce SD-Referent w czasie akcji AB. W czerwcu 1942 został dowódcą SS i Policji na okupowanej przez III Rzeszę Łotwie (z siedzibą w Rydze). Następnie od 8 czerwca 1943 do 15 września 1943 był Wyższym Dowódcą SS i Policji w regionie "Mitte" (z siedzibą w Brunszwiku). 15 września 1943 Fuchs został dowódcą Einsatzkommando 3, a od maja do października 1944 dowodził Einsatzgruppe A. Następnie został przeniesiony do Jugosławii, gdzie stanął na czele Einsatzgruppe "Serbien" (nazywanej też Einsatzgruppe E). Odpowiedzialny za liczne zbrodnie popełnione na ludności cywilnej terenów okupowanych.
9 listopada 1944 Fuchs został szefem SD i Policji Bezpieczeństwa (Sipo) rejonu "Ostland" na okupowanych terenach ZSRR. Aresztowany przez aliantów i wydany władzom Jugosławii. Najwyższy Trybunał Wojskowy w Belgradzie skazał 22 grudnia 1946 Fuchsa na karę śmierci. Wyrok wykonano przez powieszenie w styczniu następnego roku.